# 黑山国家森林
黑山国家森林（英語：Black Hills National Forest）是美国的一处国家森林，1897年2月22日建立，位处西南南达科塔州与东北怀俄明州，占地面积约1.25 × 106英畝（5,100平方），最近的城市为拉皮德城。